# Zuidland

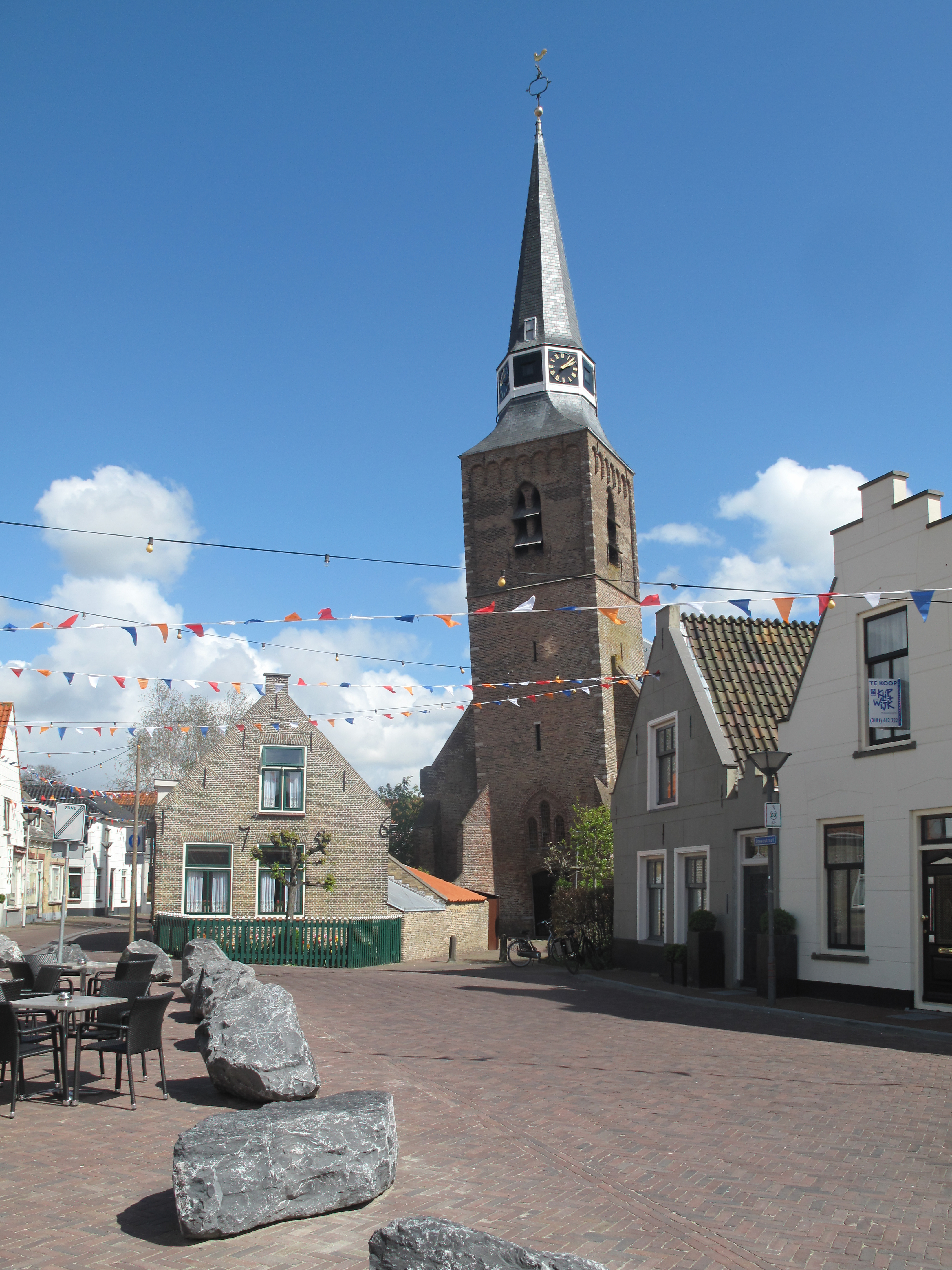
Veduta del villaggio di Zuidland con la chiesa di San Bartolomeo

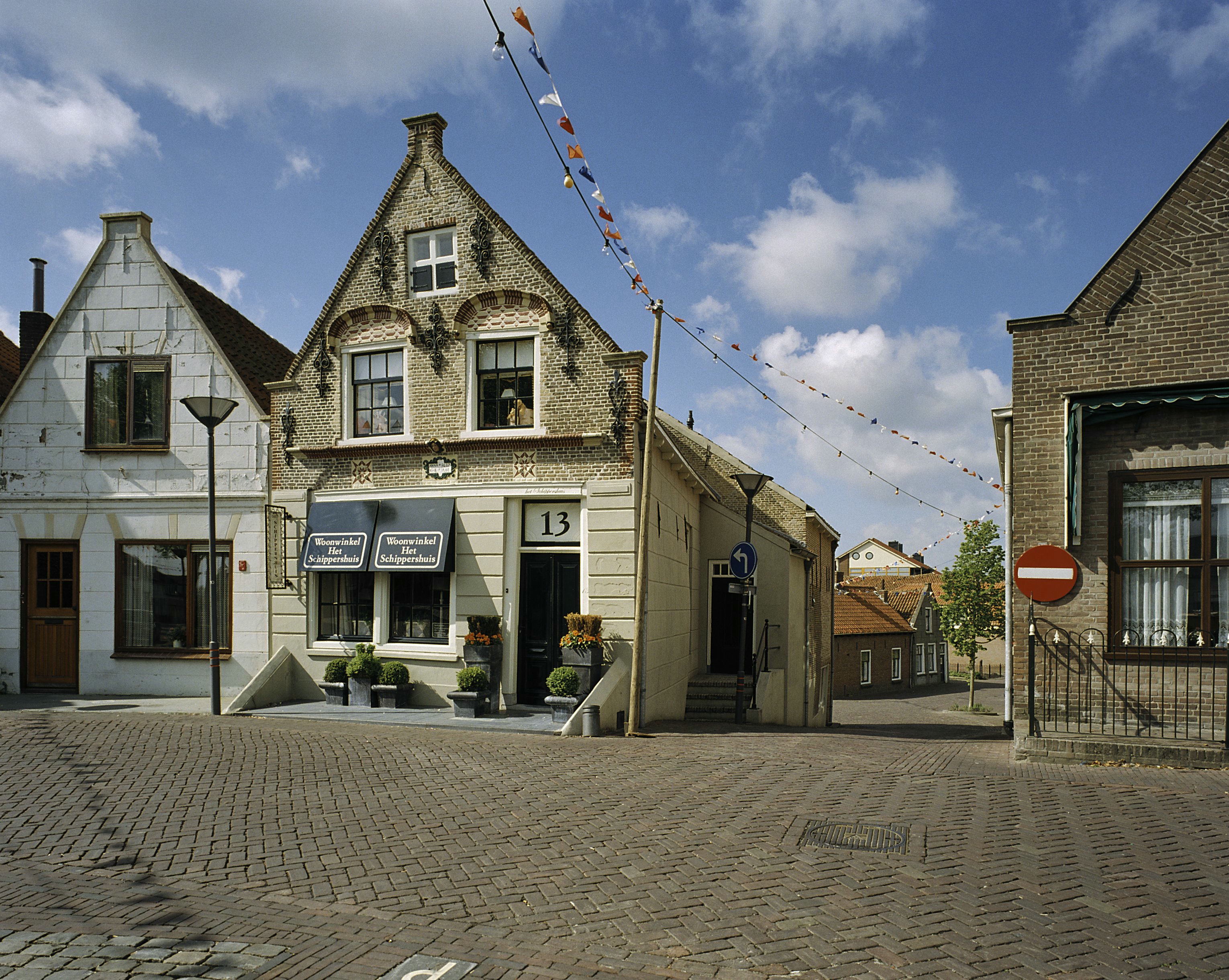
Zuidland: edifici storici sul Ring

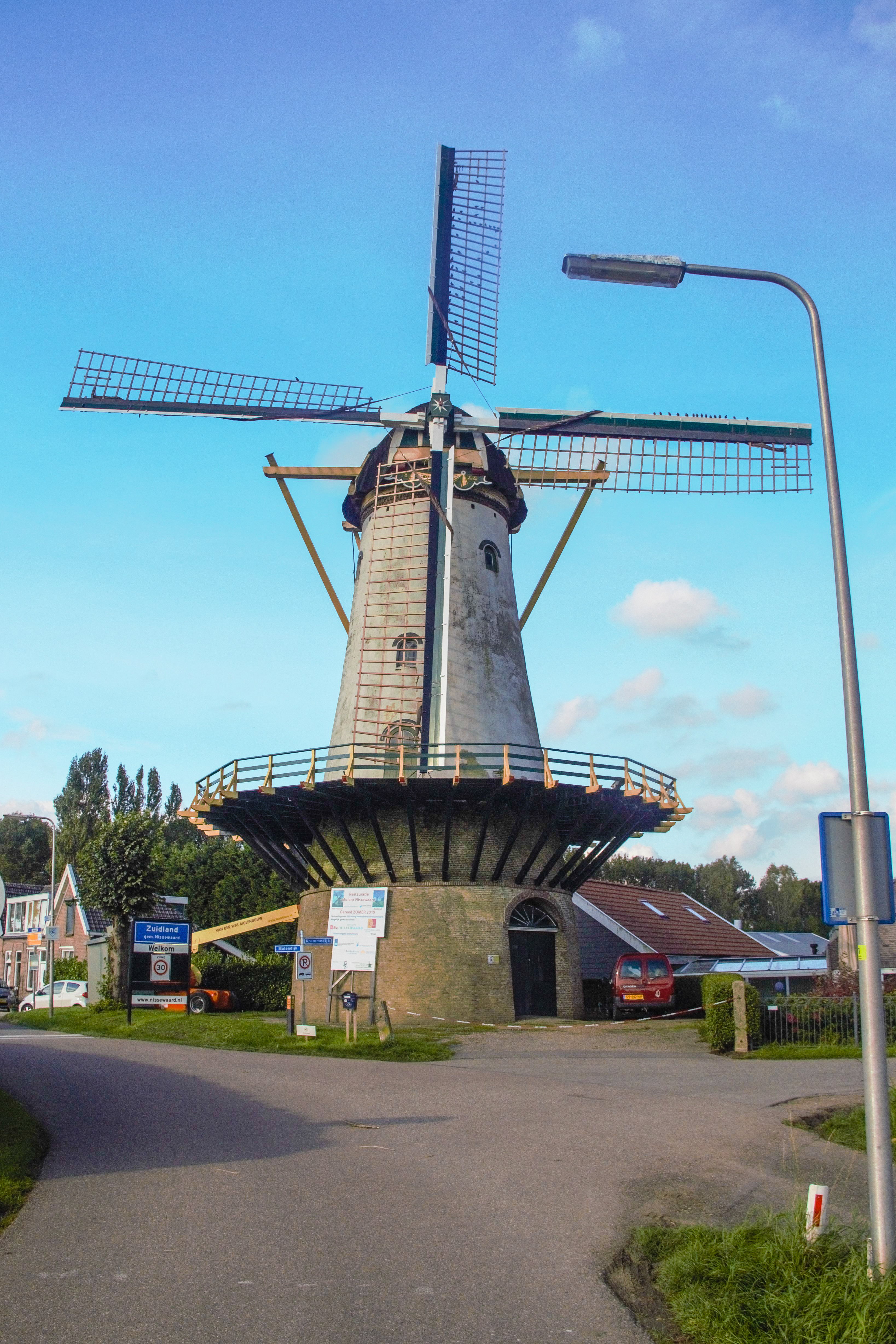
Zuidland: il mulino "De Arend"

Zuidland è un villaggio (dorp) di circa 6300 abitanti della costa sud-occidentale dei Paesi Bassi, facente parte della provincia dell'Olanda Meridionale (Zuid-Holland) e situato nell'isola di Voorne-Putten, dove si affaccia sulla baia di Haringvliet. Dal punto di vista amministrativo, si tratta di un ex-comune, nel 1980 accorpato alla municipalità di Bernisse, comune a sua volta inglobato nel 2015 nella municipalità di Nissewaard.

## Geografia fisica
Il villaggio di Zuidland si trova a sud-ovest di Rotterdam ed è situato lungo la costa meridionale dell'isola di Voorne-Putten, nelle immediate vicinanze delle località di Spijkenisse, Oudenhoorn, Hekelingen, Oud-Beijerland e Goudswaard.
Il territorio di Zuidland occupa una superficie di 18,23 km², di cui 0,74 km² sono costituiti da acqua.

## Storia

### Dalle origini ai giorni nostri
La località, un tempo chiamata Westenrijck, era menzionata come signoria sin dalla fine del XIII secolo.
Il villaggio, grazie alla sua favorevole posizione lungo il corso del fiume Bernisse, acquisì sin dal XIV secolo una certa importanza come porto commerciale e peschereccio, importanza in seguito persa nel corso del XVI secolo con lo sbarramento del fiume.
Nel 1688, si verificò a Zuidland un incendio che distrusse nove edifici.

### Simboli
Nello stemma di Zuidland sono raffigurati cinque alberi, fiancheggiati da due righe bianche, inframezzate da una riga blu. Questo stemma venne adottato ufficialmente il 24 luglio 1816 ed è una combinazione degli stemmi dei polder di Zuidland e Velgersdijk.

## Monumenti e luoghi d'interesse
Zuidland vanta 27 edifici classificati come rijksmonument e 32 edifici classificati come gemeentelijke monument.

### Architetture religiose

#### Chiesa di San Bartolomeo Dorpskerk
Il più antico edificio religioso di Zuidland è la chiesa di San Bartolomeo o Dorpskerk: situata nella Kerkstraat, è risalente al XV-XVI secolo.

#### Cimitero ebraico
Lungo la Kerkweg si trova poi il cimitero ebraico, fondato nel 1888.

### Architetture civili

#### Edifici sul Ring
Sulla piazzetta nota come Ring si affacciano vari edifici storici: tra questi, figurano l'edificio posto al domicilio 1, risalente al 1550, e l'edificio situato al domicilio 13, all'incrocio con la Kerkstraat, che nella facciata riporta come data di costruzione il 1637.

#### Mulino "De Arend"
Altro edificio d'interesse di Zuidland è il mulino "De Arend", un mulino a vento situato lungo la Molendijk e risalente al 1844.

#### Memoriale di guerra
Altro monumento di Zuidland è il memoriale di guerra, inaugurato il 4 maggio 1955.

## Società

### Evoluzione demografica
Al censimento del 2024, Zuidland contava una popolazione pari a 6.305 abitanti.
La popolazione al di sotto dei 46 anni era a 3.035 unità (di cui 1070 erano i ragazzi e i bambini con meno di 16 anni), mentre la popolazione dai 65 anni in su era pari a 1.375 unità.
La località ha conosciuto un progressivo incremento demografico a partire dal 2015, quando contava 5.235 abitanti.

## Sport

### Ciclismo

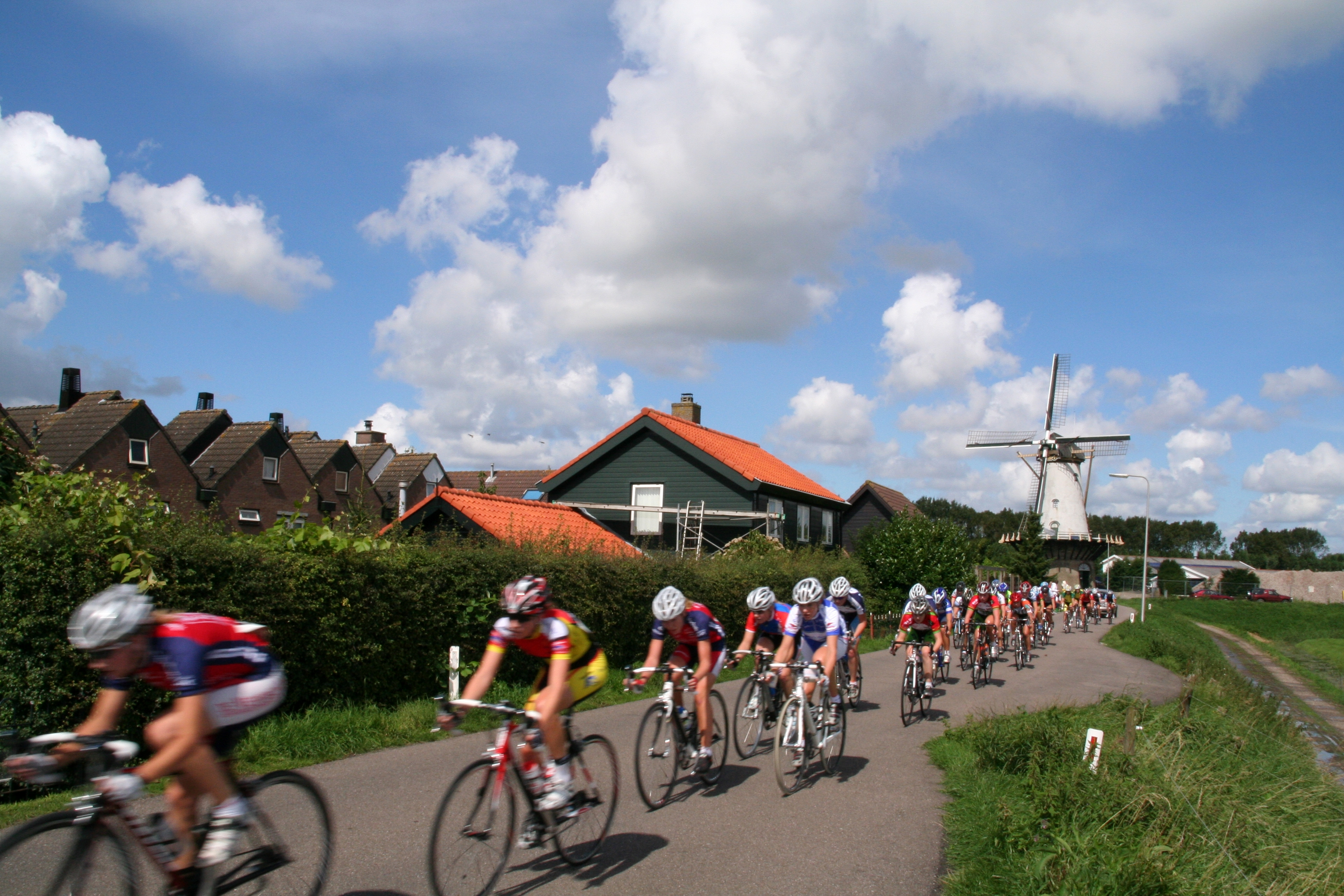
Il criterium di Zuidland

- Criterium di Zuidland[15]